# 春日南歩
春日 南歩（かすが なほ、1996年1月24日 - ）は、日本のタレント、女優、歌手であり、クリィミー・パフェのメンバー。埼玉県出身。スターダストプロモーションに所属していた。身長162cm。血液型B型。

## 略歴
- 2008年12月に伊倉愛美、藤白すみれと共にクリィミー・パフェを結成、メンバーとなる。
- 2009年12月29日、クリィミー・パフェ、活動停止。
- 2020年9月頃、10年ぶりにクリィミー・パフェのメンバーで集まり、伊倉のYouTubeチャンネル「イクラ放送局」に出演した[1][2]。

## 出演

### 映画
- 告白（2010年）